# Del-Fi Records
 (août 2015).
Si vous disposez d'ouvrages ou d'articles de référence ou si vous connaissez des sites web de qualité traitant du thème abordé ici, merci de compléter l'article en donnant les références utiles à sa vérifiabilité et en les liant à la section « Notes et références ».
Del-Fi Records est un label musical créé 1955 à Hollywood, en Californie par Bob Keane (Robert Verrill Kuhn).
Le label est connu pour l'enregistrement de Ritchie Valens (La Bamba), de 1957 jusqu'à sa mort dans l'écrasement d'un avion 3 février 1959 (alors que Donna est toujours dans le top 10). Del-Fi Records continue, l'enregistrement de la musique avec Barry White (Bronco)